# Шукюров, Адиль Теймур оглы
Адиль Теймур оглы Шукюров (Шюкюров; азерб. Adil Teymur oğlu Şükürov; 16 августа 1977, Лачын, Азербайджанская ССР) — азербайджанский футболист, выступавший на всех позициях в поле, тренер. Выступал за сборную Азербайджана.

## Биография
С середины 1980-х годов жил в Баку, где поступил в школу клуба «Нефтчи», позднее занимался в ДЮСШ профсоюзов. Тренеры — Р. А. Абдуллаев, Валерий Павлович Панкратов, Виталий Степанович Хлусин, Иван Сергеевич Золотарёв. Становился победителем и призёром юношеских соревнований на уровне республики и города Баку. После распада СССР начал выступать за команду «Азал». В 1993 году пытался вернуться в «Нефтчи», однако тренер Вагиф Садыхов решил отдать его в фарм-клуб — бакинский «Забрат», игравший в низших лигах.
В сезоне 1994/95 футболист дебютировал в высшем дивизионе Азербайджана, сыграв 3 матча за «Бакы Фэхлэси», в следующем сезоне снова выступал в низших лигах. С 1996 года играл за клубы высшей лиги — «Фарид», Юношескую сборную, «Бакылы», «Кяпаз», «Хазар Университети», «Шафа». С «Кяпазом» в сезоне 1999/00 стал серебряным призёром чемпионата и обладателем Кубка Азербайджана, также сыграл один матч в Лиге чемпионов.
В сезоне 2002/03 играл за клуб второго дивизиона Ирана «Трактор Сази». Вернувшись на родину, выступал за «Бакылы», «Карван», «МОИК», «Гянджа» и «Гянджларбирлийи».
Всего в высшем дивизионе Азербайджана сыграл 162 матча и забил 12 голов.
В национальной сборной Азербайджана провёл единственный матч 28 ноября 1998 года против Эстонии (2:1), отыграв все 90 минут. Также выступал за молодёжную сборную страны.
Окончил Азербайджанскую государственную академию физической культуры и спорта (1999). В 2008 году начал тренерскую карьеру, работая с юношескими сборными Азербайджана. Затем несколько лет тренировал детско-юношеские команды клуба «Баку». В 2015 году получил тренерскую лицензию «Pro».
С апреля 2015 по декабрь 2016 года возглавлял клуб «Зиря», дебютировавший в высшем дивизионе Азербайджана. Серебряный призёр чемпионата Азербайджана 2015/16. В начале 2019 года возглавил клуб первого дивизиона «Шувелян», который по окончании сезона был расформирован. В 2021 году стал директором академии клуба «Туран» (Товуз). В настоящее время старший тренер футбольного клуба «Кяпаз» из Гянджи.
Адель Шукюров 29 августа 2024 года по собственному решению покинул пост главного тренера клуба "Кяпаз".

## Достижения
Как игрок
- Серебряный призёр чемпионата Азербайджана: 1999/00
- Обладатель Кубка Азербайджана: 1999/00

Как тренер
- Серебряный призёр чемпионата Азербайджана: 2015/16

## Личная жизнь
Женат, три дочери.